# دونالد سكوت (منافس ألعاب قوى)
دونالد سكوت (بالإنجليزية: Donald Scott)‏ هو منافس ألعاب قوى أمريكي، ولد في 23 فبراير 1992.

## وصلات خارجية
- دونالد سكوت على موقع الاتحاد الدولي لألعاب القوى (الإنجليزية)
- دونالد سكوت على موقع الاتحاد الأمريكي لسباقات المضمار والميدان (الإنجليزية)
- دونالد سكوت على موقع TFRRS.org (الإنجليزية)
- دونالد سكوت على موقع اللجنة الأولمبية الدولية (الإنجليزية)
- دونالد سكوت على موقع أوليمبيديا (الإنجليزية)
- دونالد سكوت على موقع اللجنة الأولمبية والبارالمبية الأمريكية (الإنجليزية)